# Kolding IF Håndbold
Kolding IF Håndbold is een Deense handbalclub uit Kolding. Het damesteam speelt sinds 2005 onder de naam KIF Vejen in de GuldBageren Ligaen, de eredivisie van het Deense vrouwenclubhandbal, en wordt getraind door Lars Frederiksen. Het herenteam speelt als KIF Kolding in de CBB Mobil Ligaen, de hereneredivisie, en wordt getraind door Thomas Sivertsson en Ulf Sivertsson.
Het damesteam speelt sinds 1998 in de GuldBageren Ligaen en tot op heden was het beste seizoen 07/08, waarin het vijfde werd. De dames speelden driemaal de EHF Cup Winners’ Cup (02/03, 07/08 en 08/09). Het beste resultaat behaalden zij in 2003, toen ze strandden in de halve finale tegen Spartak Kiev uit Oekraïne.
Het herenteam is het meest succesvolle team uit de geschiedenis van het Deens clubhandbal. Het won elfmaal de competitie en zes keer de Deense cup. In Europa haalde het team de finale van de EHF Cup (1996), de halve finale van de EHF Cup Winners’ Cup (2000) en de halve finale van de EHF Champions League (2002).